# Sergi Enrique i Montserrat
Sergi Enrique i Montserrat   (Matadepera, 22 de setembre de 1987) és un jugador d'hoquei sobre herba català, guanyador d'una medalla olímpica.
Membre de l'Atlètic Terrassa Hockey Club va participar, a vint anys, en els Jocs Olímpics d'Estiu de 2008 realitzats a Pequín (República Popular de la Xina), on va aconseguir guanyar la medalla de plata en finalitzar segon en la competició olímpica d'hoquei sobre herba masculina. Al llarg de la seva carrera ha guanyat una medalla en el Campionat del Món d'hoquei sobre herba, una en el Campionat d'Europa i una altra en el Campionat del Món d'hoquei sala.